# Киотская впадина
Киотская впадина (яп. 京都盆地 кё:то-бонти) — впадина в Японии, расположенная в центральной части острова Хонсю, в префектуре Киото. Иначе называется впадиной Ямасиро (山城盆地).
Ширина впадины с запада на восток составляет около 10 км, длина — 30-36 км (20 км). Площадь Киотской впадины составляет около 270 км.
На северо-западе впадина ограничена горами Китаяма (北山山地), на западе — горами Нисияма (西山山地), все они являются частью нагорья Тамба. На востоке она доходит до хребта Хиэй (比叡山地), южного ответвления гор Хира, на юге — до холмов Хигасияма (東山丘陵). На юго-западе холмы Каннаби (яп. 甘南備丘陵) отделяют впадину от Осакской равнины, а на юге холмы Нарадзака (яп. 奈良坂丘陵) отделяют её от впадины Ямато.
Через центральную часть впадины протекает берущая начало в озере Бива река Йодо, в которую впадают текущие с севера Кацура и Камо, и текущая с юга Кидзу. У слияния рек до начала XX века существовало крупное озеро Огура.
В древности большую часть впадины заполняло озеро.